# Dacus infernus
Dacus infernus är en tvåvingeart som först beskrevs av Hardy 1973.  Dacus infernus ingår i släktet Dacus och familjen borrflugor.
Artens utbredningsområde är Thailand. Inga underarter finns listade i Catalogue of Life.